# Glen Tetley
Glen Tetley (2. februar 1926 i Cleveland, Ohio – 26. januar 2007 i Florida) var en amerikansk ballet- og moderne danser såvel som koreograf, som blandede ballet og moderne dans for at skabe en ny måde at kigge på dans. Han er bedst kendt for sit stykke Pierrot Lunaire. Glen Tetley døde i 2007 af hudkræft.